# قارلیک تاغ
قارلیک تاغ (انگلیسی: Qarliq Tagh) یک رشته کوه در سین‌کیانگ چین است.